# Centro Federal de Readaptación Social n.º 1
El Centro Federal de Readaptación Social (CEFERESO) Número 1 "El Altiplano", conocido popularmente como El Altiplano, es una prisión federal mexicana del Órgano Administrativo Desconcentrado Prevención y Readaptación Social de la Secretaría de Seguridad y Protección Ciudadana en Santa Juana Centro, Municipio de Almoloya de Juárez, Estado de México, a unos 25 km de Toluca aproximadamente. El CEFERESO n.º 1 cuenta con una superficie de 260 000 m² y tiene una capacidad para 724 internos. El CEFERESO n.º  1 es la prisión federal más segura de los Estados Unidos Mexicanos.[cita requerida]

## Antecedentes
La prisión fue construida entre 1988 y 1990 por el entonces presidente Carlos Salinas de Gortari y recibió sus primeros reclusos en noviembre de 1991.
Debido al creciente riesgo de un ataque a la prisión las paredes del penal han sido reforzadas, haciendo que estas tengan un metro de espesor. Así mismo, el espacio aéreo ha sido restringido y las comunicaciones están restringidas 10 km a la redonda. La prisión también está vigilada por personal fuertemente armado contra alguna posible eventualidad armada. 
Ganó notoriedad internacional cuando la noche del 11 de julio de 2015, Joaquín Guzmán Loera "El Chapo", se convirtió en el primer prisionero en la historia en escapar de este penal de máxima seguridad. El escape del líder del Cártel de Sinaloa se realizó a través de un túnel de 1.5 kilómetros de longitud, adaptado con ventilación, iluminación y un vehículo motorizado.

## Directores
- Dr. Juan Pablo de Tavira y Noruega Primer Director y Coordinador de Centros Federales
- Leonardo Beltrán Santana
- Celina Oseguera Parra
- Marisa Quintanilla de la Garza
- Valentín Cárdenas Lerma

## Prisioneros
| Héctor Luis Palma Salazar         | Alias El Güero Palma, exlíder y fundador del Cártel de Sinaloa. |
| Osiel Cárdenas Guillen            | Alias El Mata Amigos, exlíder del Cártel del Golfo. |
| Óscar Malherbe de León            | Alias El Licenciado, exlugarteniente del Cártel del Golfo. |
| Eduardo y Javier Arellano Félix   | Integrantes de la familia Arellano Félix, exlíderes del Cártel de Tijuana. |
| Carlos Beltrán Leyva              | Alias El Charly, exlíder del Cártel de los Beltrán Leyva. |
| Daniel Arizmendi López            | Conocido como el "mochaorejas" exjefe de una banda mexicana de secuestradores. |
| Fernando Hernández Leyva          | Asesino serial conocido como ''Pancho López'' que mató a 33 personas en diferentes estados aunque se cree que sus víctimas llegan hasta las 137.                                                            |
| José Luis Abarca Velázquez        | Presunto jefe intelectual de la desaparición forzada de estudiantes de Ayotzinapa, expresidente municipal de Iguala de la Independencia, Guerrero.                                                          |
| Mario Villanueva Madrid           | Exgobernador de Quintana Roo. |
| Luis Cárdenas Palomino            | Excolaborador de la Secretaría de Seguridad Pública Federal y exmiembro de alto rango de la Policía Federal Mexicana.                                                                                       |
| Teodoro García Simental           | Alias El Teo, conocido como el que fracturó el cártel de los Arellano. |
| Guillermo Héctor Álvarez Cuevas   | Alias Billy Álvarez, exdirector general de La Cooperativa La Cruz Azul SCL, Expresidente del club de fútbol mexicano Cruz Azul y exfutbolista.                                                              |
| Milton Diego Reverón Rizquez      | Alias El Chemo, conocido como el que fracturo varios cárteles. |
| Carlos Mateo Aguirre Rivero       | Hermano del exgobernador de Guerrero Ángel Aguirre Rivero, presunto implicado en el caso de la desaparición forzada de estudiantes de Ayotzinapa, Guerrero.                                                 |
| Francisco Ismael Marcado Rivero   | Exmilitar, exjefe de una banda mexicana de secuestradores y asesinos. |
| Manuel Rodolfo Trillo Hernández   | Alias La Trilladora, operador financiero del Cártel de Sinaloa, Presunto involucrado en la segunda fuga de Joaquín "El Chapo" Guzmán de este mismo penal en 2015.                                           |
| Mario Marín Torres                | Exgobernador de Puebla y expresidente municipal. |
| Sidronio Casarrubias Salgado      | Alias El Chino, jefe máximo de Guerreros Unidos, Presunto involucrado en la desaparición forzada de estudiantes de Ayotzinapa.                                                                              |
| José Gerardo Álvarez Vázquez      | Alias El Indio y/o Chayanne, exlíder y miembro de alto rango del Cártel de los Beltrán Leyva. |
| José Ángel Casarrubias Salgado    | Alias El Mochomo, Hermano de Sidronio Casarrubias Salgado "El Chino", segundo al mando de Guerreros Unidos, Presunto involucrado en la desaparición forzada de estudiantes de Ayotzinapa.                   |
| Eduardo Ramírez Tiburcio          | Alias El Chori, líder de la Unión Tepito. |
| Gildardo López Astudillo          | Alias El Cabo Gil, jefe de plaza de Guerreros Unidos, Presunto involucrado en la desaparición forzada de estudiantes de Ayotzinapa.                                                                         |
| Lenin Jonathan Canchola Martínez  | Alias El Lenin, El líder de Los Malcriados 3AD. |
| Luis Rivera Ochoa                 | Alias R-8, jefe de seguridad de la facción de El Guano. Cártel de Sinaloa. |
| Ricardo Martín                    | Alias Ricky, Operador de la facción de Los Escorpiones. Cártel del Golfo. |
| Hugo Armando Cortinas Salinas     | Alias La Cabra/El Metro 7, Jefe de plaza de la facción de Los Escorpiones. Cártel del Golfo. |
| Juan Miguel Lizardi Castro        | Alias El Metro 56 y/o Miguelito, jefe de plaza de la facción de Los Metros. Cártel del Golfo. |
| Leonardo Luján Saucedo            | Alias El Chamona, miembro del brazo armado La Línea del Cártel de Juárez, Presunto involucrado en la Masacre de la familia LeBaron.                                                                         |
| Francisco Torres Carranza         | Alias El Duranguillo, jefe de plaza de la facción de Los Chapitos. Cártel de Sinaloa. |
| Edwin Antonio Rubio López         | Alias El Max y/o El Oso, jefe de plaza de la facción de La Mayiza. Cártel de Sinaloa. |
| Ernesto Sánchez Rivera            | Alias El Metro 22, jefe de plaza de la facción de Los Metros. Cártel del Golfo. |
| Antonio Guadalupe Pérez Domínguez | Alias El Escorpion 17, líder regional de la facción de Los Escorpiones. Cártel del Golfo. |
| Juan Carlos Muñoz                 | Alias El Pariente, jefe de plaza de La Familia Michoacana. |
| Felipe Rodríguez Salgado          | Alias El Cepillo, miembro de Guerreros Unidos, Presunto involucrado en la desaparición forzada de estudiantes de Ayotzinapa.                                                                                |
| Aldrin Miguel Jarquin Jarquin     | Alias El Chaparrito, líder regional del Cártel de Jalisco Nueva Generación, Presunto yerno de Nemesio Oseguera Cervantes.                                                                                   |
| José Manuel Pizano Ornelas        | Alias El José, Hermano de Juan Carlos Pizano Ornelas "El CR", exmiembro del Cártel de Jalisco Nueva Generación, Presunto autor material en el secuestro y asesinato del Coronel José Isidro Grimaldo Muñoz. |
| Juan Carlos Pizano Ornelas        | Alias El CR, exlider regional del Cártel de Jalisco Nueva Generación, Presunto jefe intelectual del secuestro y asesinato del Coronel José Isidro Grimaldo Muñoz.                                           |
| Eleno Salazar Flores              | Alias Pantera 6, operador financiero del Cártel del Golfo. |
| Armando Gómez Núñez               | Alias Delta 1 y/o Máximo, operador del Cártel de Jalisco Nueva Generación y jefe de sicarios del grupo Los Deltas.                                                                                          |
| Humberto Vidrio Carranza          | Alias El Muerto y/o El 72, operador de la facción de Los Chapitos del Cártel de Sinaloa y jefe de sicarios del grupo Los Cazadores.                                                                         |
| Ramón Ángel Álvarez Ayala         | Alias El R-1, El Moncho y/o El Món, Jefe de plaza del Cártel de Jalisco Nueva Generación, Hermano de Rafael Álvarez Ayala.                                                                                  |
| Rafael Álvarez Ayala              | Alias El R-2, Lugarteniente de plaza del Cártel de Jalisco Nueva Generación, Hermano de Ramón Ángel Álvarez Ayala.                                                                                          |
| José Ranulfo Zagal Maldonado      | Alias El Rani, líder regional de La Familia Michoacana. |
| Pablo Moncada Rodríguez           | Alias El Peluchín, miembro del brazo armado La Línea del Cártel de Juárez, Presunto involucrado en la Masacre de la familia LeBaron.                                                                        |
| Ricardo González Sauceda          | Alias El Ricky y/o Mando R, líder regional y segundo al mando del Cártel del Noreste. |
| Alejandro Sánchez Santamaría      | Alias El Negro y/o El Mamado, exfuncionario de seguridad del Edomex y exlider regional La Familia Michoacana                                                                                                |
| Abraham Oseguera Cervantes        | Alias Don Rodo, líder del Cártel de Jalisco Nueva Generación. Hermano de Nemesio Oseguera Cervantes. |
| Ricardo Pérez Rivas               | Alias El Rivas, El Yanky, Yankee, El Patrón o El Triste, miembro de alto perfil de La Familia Michoacana.                                                                                                   |
| Tomás Yarrington                  | Exgobernador de Tamaulipas. |
| Hugo Buentello Carbonell          | exsubdirector de operaciones de Leche Liconsa en Segalmex. |
| Juan Carlos Minero Alonso         | Empresario cubano-mexicano, socio principal y director de Black WallStreet Capital. |
| Santos Rueda Zapata               | Alias M-47 y/o El Jimmy, jefe de plaza de la facción de Los Metros y autor intelectual del secuestro y posible homicidio del Grupo Fugitivo. Cártel del Golfo.                                              |
| Raúl Martínez Saavedra            | miembro del CDG de la facción de Los Metros, autor material del secuestro y posible homicidio del Grupo Fugitivo. Cártel del Golfo.                                                                         |
| Jesús Alejandro Preciado Espinoza | miembro del CDG de la facción de Los Metros, autor material secuestro y posible homicidio del Grupo Fugitivo. Cártel del Golfo.                                                                             |
| Ernesto Eleazar Ponce             | exmiembro de seguridad de El Flaquito del Cártel de Tijuana. |
| Carlos Estrada López              | exmiembro del Cártel de Tijuana. |
| Cirio Sergio Rebollo Mendoza      | Alias Don Checo, líder de célula huachicolera |
| Luis Miguel Ortega Maldonado      | Alias El Flaco de Oro, operador y socio del grupo huachicolero de Don Checo |
| Aurelio Hernández Lozano          | Alias El Inge y/o Gepeto, miembro de alto rango de la celula huachicolera de Don Checo, encargado de realizar estructuras de tanques e intermediario en la venta de hidrocarburos.                          |
| Israel Molina Nuñez               | Alias El Mil Millones, miembro de alto rango de la celula huachicolera de Don Checo, mantenía contacto con autoridades y realizaba documentación apócrifa para acreditar la procedencia de hidrocarburos    |
| Gustavo Alfaro Rosas              | presunto integrante de la célula delictiva encabezada por el empresario Manuel Rodolfo Trillo Hernández La Trilladora facción de Los Chapitos, Cártel de Sinaloa.                                           |
| Luis Alberto                      | Uno de los líderes del grupo Sindicato Los 300. |

## Ex-Prisioneros
| Joaquín Archivando Guzmán Loera  | Alias El Chapo Guzmán, exlíder del Cártel de Sinaloa. Extraditado a EU el 19 de enero de 2017. |
| Jesús Vicente Zambada Niebla     | Alias El Vicentillo, exmiembro de alto rango del Cártel de Sinaloa, e hijo de Ismael "El Mayo" Zambada. Extraditado a EU el 19 de febrero de 2010. |
| Rafael Caro Quintero             | Alias El Narco de narcos ó El Príncipe, exlíder del desaparecido Cártel de Guadalajara y exlíder del Cártel de Caborca. Extraditado a EU el 27 de febrero de 2025. |
| Miguel Ángel Treviño Morales     | Alias El Z-40, exlíder de Los Zetas. Extraditado a EU el 27 de febrero de 2025. |
| Óscar Omar Treviño Morales       | Alias El Z-42, exlíder de Los Zetas, hermano del Z-40. Extraditado a EU el 27 de febrero de 2025. |
| Miguel Ángel Félix Gallardo      | Alias El Padrino ó Jefe de Jefes, exlíder del desaparecido Cártel de Guadalajara. Trasladado al CEFERESO 2 de Puente Grande. |
| Raúl Salinas de Gortari          | Alias El hermano incómodo ó 10% brother; hermano del expresidente de México: Carlos Salinas de Gortari, constructor de la prisión. Raúl Salinas fue acusado de ser el autor intelectual del asesinato de José Francisco Ruiz Massieu. Actualmente se encuentra libre. |
| Mario Aburto Martínez            | Presunto asesino confeso de Luis Donaldo Colosio. Trasladado al CEFERESO 12 de Guanajauato. |
| Héctor Manuel Beltrán Leyva      | Alias El H, exlíder del Cártel de los Beltrán Leyva. Fallecido el 18 de noviembre de 2018 en el Hospital Lic. Adolfo López Mateos de Toluca. |
| Santiago Meza López              | Alias El Pozolero, sicario y asesino en serie que trabajó para la familia de los Arellano Félix, fundadores del Cártel de Tijuana. Trasladado al Centro Penitenciario de Ramos Arizpe.                                                                                |
| José Antonio Yépez Ortiz         | Alias El Marro, exlíder del Cártel de Santa Rosa de Lima. Trasladado al CEFERESO 14 de Durango en julio de 2024. |
| Ovidio Guzmán López              | Alias El Ratón, Hijo de Joaquín El Chapo Guzmán y exlíder de la facción de Los Chapitos. Cártel de Sinaloa. Extraditado a EU el 15 de septiembre de 2023. |
| Néstor Isidro Pérez Salas        | Alias El Nini, sicario y exjefe de seguridad de la facción de Los Chapitos. Cártel de Sinaloa. Extraditado a EU el 25 de mayo de 2024. |
| Érick Valencia Salazar           | Alias El 85, exlíder y fundador del Cártel de Jalisco Nueva Generación, exlíder del Cártel Nueva Plaza. Extraditado a EU el 27 de febrero de 2025. |
| Antonio Oseguera Cervantes       | Alias Tony Montana, exlíder del Cártel de Jalisco Nueva Generación, Hermano de Nemesio Oseguera Cervantes. Extraditado a EU el 27 de febrero de 2025. |
| Ismael Zambada Imperial          | Alias El Mayito Gordo, hijo de Ismael Zambada García "Mayo Zambada" exlíder del Cártel de Sinaloa. Extraditado a EU en diciembre de 2019. |
| Servando Gómez Martínez          | Alias La Tuta, exlíder del Cártel de los Caballeros Templarios. Extraditado a EU el 12 de agosto de 2025. |
| Abigael González Valencia        | Alias El Cuini, exlíder de Los Cuinis, cuñado de Nemesio Oseguera Cervantes "El Mencho" líder del Cártel de Jalisco Nueva Generación. Extraditado a EU el 12 de agosto de 2025.                                                                                       |
| José Guadalupe Tapia Quintero    | Alias El Lupe Tapia, operador logístico y financiero de Ismael "El Mayo" Zambada, exlíder del Cártel de Sinaloa. Extraditado a EU el 27 de febrero de 2025. |
| José Alberto García Vilano       | Alias La Kena, exlíder de la facción de Los Escorpiones del Cártel del Golfo. Extraditado a EU el 27 de febrero de 2025. |
| Carlos Alberto Monsiváis Treviño | Alias El Bola Treviño y/o Comandante Bola, exlíder del Cártel del Noreste, Presunto sobrino de Miguel Ángel Treviño Morales El Z-40. Extraditado a EU el 27 de febrero de 2025.                                                                                       |
| Martín Zazueta Pérez             | Alias El Piyi, sicario y exjefe de seguridad interno de la facción de Los Chapitos. Cártel de Sinaloa. Extraditado a EU el 12 de agosto de 2025. |
| Hernán Domingo Ojeda López       | Alias El Mero Mero, exoperador de la facción de La Mayiza del Cártel de Sinaloa, Presunto tío de Ovidio Guzmán López "El Ratón". Extraditado a EU el 12 de agosto de 2025.                                                                                            |
| Juan Carlos Félix Gastélum       | Alias El Chavo Félix, exoperador de la facción de La Mayiza del Cártel de Sinaloa, Presunto yerno de Ismael "El Mayo" Zambada. Extraditado a EU el 12 de agosto de 2025.                                                                                              |
| Mauro Alberto Núñez Ojeda        | Alias El Jando, piloto y exmiembro de alto rango de la facción de Los Chapitos. Cártel de Sinaloa. Extraditado a EU el 12 de agosto de 2025. |
| Kevin Alonso Gil Acosta          | Alias El 200, exjefe de seguridad de Ivan Archivaldo Guzmán Salazar y de Los Chapitos del Cártel de Sinaloa. Extraditado a EU el 12 de agosto de 2025. |
| Pablo Edwin Huerta Nuño          | Alias El Flaquito y/o El Flakito, exlíder del Cártel de Tijuana. Extraditado a EU el 12 de agosto de 2025. |
| Gilberto Barragán Balderas       | Alias El Tocayo y/o Metro 18, exlider municipal del Cártel del Golfo, extraditado. |

## Prisioneros fugados
- Joaquín Archivaldo Guzmán Loera